# Tuk Tuk (Samosir)
Tuk Tuk, auch als Tuktuk Siadong bezeichnet, ist ein Ort im Unterbezirk Simanindo auf der Insel Samosir im Tobasee. Der Ort liegt auf der Insel Sumatra in der Provinz Nordsumatra  in Indonesien. Tuk Tuk hatte 2010 bei einer Volkszählung 2178 Einwohner, im Jahr 2020 bereits 2494 Einwohner, hauptsächlich Christen.
Der Ort hat sich mit Restaurants und preiswerten Unterkünften insbesondere auf Rucksacktouristen und Pauschalreisende eingerichtet, es gibt aber auch hochwertigere Hotels.